# Rudolf Zeisel
Rudolf Zeisel (geboren 1. Mai 1869 in Kosmonos bei Jungbunzlau, Böhmen, Österreich-Ungarn, heute Mladá Boleslav, Tschechien; gestorben 22. Juli 1942 im Ghetto Theresienstadt, Protektorat Böhmen und Mähren) war ein böhmisch-deutscher Bühnenschauspieler und -regisseur.

## Leben und Wirken
Der bei Jungbunzlau nördlich von Prag geborene Zeisel hatte erst spät, zu Beginn des 20. Jahrhunderts, in Wien seine künstlerische Ausbildung bei dem ein Jahr jüngeren Ferdinand Gregori erhalten und seitdem Theater gespielt. Zunächst (bis zum Ende der Kaiserzeit) war er an Bühnen in der deutschen Provinz, darunter Mülhausen und Bielefeld, aufgetreten. Nach der Entstehung des tschechoslowakischen Staates 1918 kehrte Rudolf Zeisel in seine Heimat zurück und wirkte an dortigen Spielstätten, so beispielsweise zu Beginn der 1920er Jahre in Brünn, wo Zeisel nunmehr auch als Regisseur wirkte. Später inszenierte er auch am Neuen Wiener Stadttheater (so beispielsweise 1924 das Stück Sieben Jahre und ein Tag). 1928/29 kam er kurzzeitig nach Berlin, um einer Verpflichtung als Schauspieler und Regisseur am Deutschen Künstlertheater nachzukommen. Seit 1929 wirkte Rudolf Zeisel als Direktor, Schauspieler und Oberspielleiter am Deutschen Theater von Ostrava. Dort stellte er „einen anspruchvollen Spielplan“ auf die Beine. Zeisel initiierte die Uraufführungen von Richard Duschinskys Anny (1934) und Die blaue Universität (1937) sowie Ödön von Horváths Der jüngste Tag (ebenfalls 1937). Zahlreiche Flüchtlinge aus dem Reich Hitlers wurden vom Juden Zeisel beschäftigt, darunter Josef Almas, Hermann Vallentin, Leo Bieber und Sigurd Lohde; Gastspiele gaben so renommierte, gleichfalls im Exil befindliche Bühnenkünstler wie Albert Bassermann, Else Bassermann, Ernst Deutsch und Tilla Durieux.
Mitte 1938, noch vor der Ratifizierung des Münchner Abkommens, gerieten Zeisel und seine politischen Absichten bezüglich einer geistigen Landesverteidigung zugunsten seiner tschechischen Heimat ins Fadenkreuz der Sudetendeutschen Partei und ihres Führers Konrad Henlein, die die Gemeindewahlen im sudetendeutschen Gebiet haushoch gewonnen hatte. Zeisel musste bald darauf seine künstlerischen Tätigkeiten einstellen. Seit der so genannten Zerschlagung der Rest-Tschechei im März 1939 waren der nahezu 70-jährige Theatermann und seine Gattin vollkommen isoliert. Am 18. Juli 1941 deportierten ihn deutsche Stellen von Prag in das Ghetto Theresienstadt. Dort starb der betagte Künstler im Jahr darauf unter ungeklärten Umständen, die Totenbeschau (Todesfallanzeige) sprach von „Suizid durch Erhängen“.

## Privates
Zeisels Gattin Magda Garden, bürgerlich Zeiselová (1895–1943), war ebenfalls Schauspielerin an tschechoslowakischen Theatern. Sie überlebte ihren Mann um etwa ein Jahr. Nachdem sie Anfang Juli 1943 von Prag nach Theresienstadt verschleppt worden war, erfolgte ihre finale Deportation gut acht Wochen später nach Auschwitz, wo sie aller Wahrscheinlichkeit kurz nach der Ankunft ermordet wurde.